# فهرست والیان پنجشیر
جدول زیر فهرست والیان ولایت پنجشیر افغانستان است.

## فهرست
| والی | والی | والی            | دوره               | جزئیات | یاداشت |
| ---- | ---- | --------------- | ------------------ | ------ | ------ |
|      |      | بهلول بهیج      | ۲۰۰۵ ۲۰۱۰          |        |        |
|      |      | کرام الدین کریم | ۲۱ آوریل ۲۰۱۰ ۲۰۱۵ |        |        |
|      |      | محمد عارف سروری | ۱۹ ژوئن ۲۰۱۵ ۲۰۱۷  |        |        |
|      |      | کمال‌الدین نظامی | ۱۸ مارس ۲۰۱۷ کنونی |        |        |